# Entre deux feux
Pour plus de détails, voir Fiche technique et Distribution.
Entre deux feux (Bitter Harvest) est un film américain réalisé par Duane Clark (en), sorti en 1993.

## Fiche technique
- Titre original : Bitter Harvest
- Titre français : Entre deux feux
- Réalisation : Duane Clark (en)
- Scénario : Randall Fontana
- Producteur :
- Production : Crystal Sky Worldwide, Prism Entertainment Corporation
- Musique : Benjamin Wallfisch
- Pays de production :  États-Unis
- Langue originale : anglais américain
- Lieux de tournage :
- Format : couleurs
- Genre : Comédie et thriller
- Durée : 98 minutes
- Dates de sortie :
  - États-Unis : 3 novembre 1993
  - Suède : novembre 1993 au Festival international du film de Stockholm
  - Norvège : décembre 1993

## Distribution
- Patsy Kensit : Jolene
- Stephen Baldwin : Travis
- Jennifer Rubin : Kelly Ann
- Adam Baldwin : Bobby
- M. Emmet Walsh : Sheriff Bob
- James Crittenden : Lester
- Art Evans : Earl Yates
- Joanna Jackson : Lutie Yates
- Ed Morgan : Judge Henry McGrath
- David Powledge : Andrew Taylor
- Jim Lovelett : Rip
- William Dennis Hurley : Two Pines Bank Teller
- Bonnie Paul : Astonville Bank Teller
- Kandra King : Hurley Bank Teller (créditée comme Kandra Baker)
- Jeff Yesko : Two Pines Bank Guard